# Essex Proto Conversions
Essex Proto Conversions war ein britischer Hersteller von Automobilen.

## Unternehmensgeschichte
Die Brüder Terry und Colin Cordingley, die zuvor VW-Buggies von GP verkauften, gründeten 1970 das Unternehmen. Firmensitz war zunächst an der Whalebone Lane 129–169 in Chelmsford. Sie begannen mit der Produktion von Automobilen und Kits. Der Markenname lautete EPC. U.a. Jackson’s Kustom Buggies aus London verkaufte die Fahrzeuge. Umzüge nach Hornchurch im London Borough of Havering und Dagenham folgten. 1972 endete die Produktion. Insgesamt entstanden etwa 386 Exemplare.

## Fahrzeuge
Im Angebot standen zwei Modelle, die beide auf dem Fahrgestell des VW Käfer basierten.
Der Hustler war ein typischer Buggy, der dem GP Buggy ähnelte. Ihn gab es mit gekürztem und originalem Radstand. Einige Ausführungen hatten die Windschutzscheibe vom Mini oder Fiat 500.
Der Pinza GS hatte ein ungewöhnliches Aussehen und fand lediglich elf Käufer. Die Karosserie kostete lackiert 190 Pfund bzw. 200 Pfund mit Metalliclack. Ein Hardtop mit Flügeltüren kostete zusätzlich 55 Pfund bzw. 60 Pfund mit Metalliclack. Dieses Modell war auch als Fertigfahrzeug lieferbar.